# فيكتور شاكا
فيكتور شاكا (هانغل: 빅터 샤카) هو لاعب كرة قدم كوري جنوبي في مركز الهجوم، ولد في 1 مايو 1975 في نيجيريا. شارك مع منتخب نيجيريا لكرة القدم. أما مع النوادي، فقد لعب مع أولسان هيونداي وطرابزون سبور ونادي بوسان أي بارك ونادي سول.

## وصلات خارجية
- فيكتور شاكا على موقع دوري كوريا الجنوبية (الإنجليزية)
- فيكتور شاكا على موقع قاعدة بيانات كرة القدم.إي يو (الإنجليزية)
- فيكتور شاكا على موقع ناشيونال فوتبول تيمز (الإنجليزية)